# Gamelle

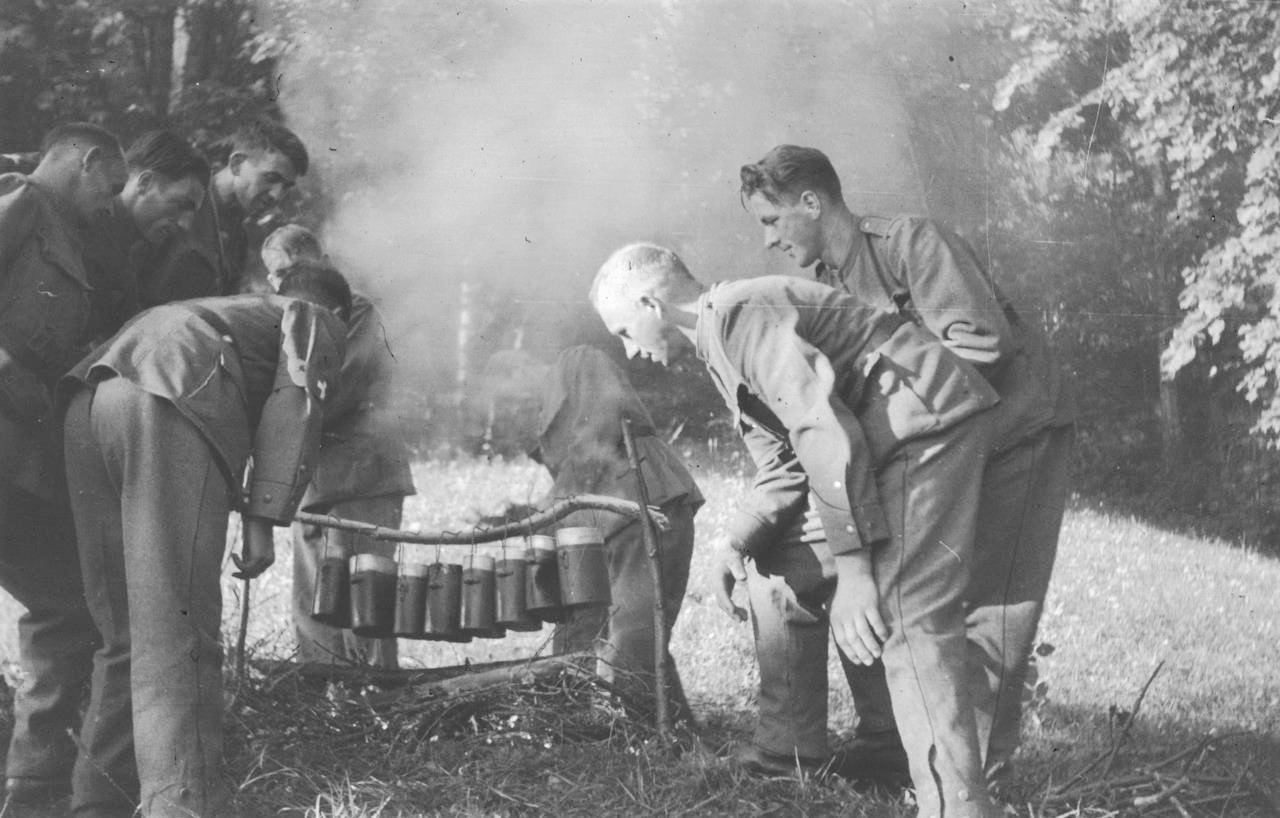
Kochen mit Gamellen mit Hilfe einer Kochgrube

Gamelle ist eine schweizerische Bezeichnung für ein heute dreiteiliges nierenförmiges  militärisches Koch- und Essgeschirr, das Soldaten zum Erwärmen von Speisen, als Essgeschirr und auch für das Kochen einfacher Gerichte (zum Beispiel Eintöpfe) für eine Person dient.

## Geschichte
Die Gamelle wurde in der Schweizer Armee 1875 in Form eines Topfes aus verzinntem Stahlblech mit Deckel und Henkel eingeführt. Diese Version erwies sich jedoch als untauglich und wurde durch das Einzelkochgeschirr 1882 in der heutigen Form ersetzt. Durch Aluminium konnte dabei das Gewicht fast halbiert werden. Das Geschirr fasst 2,7 Liter Inhalt und wiegt 450 Gramm. Es besteht aus einem nierenförmigen Topf mit einem Teller-Einsatz und einem Deckel. Teller und Deckel können zu einem zweiteiligen Geschirr verbunden werden. Zur Gamelle gehören bei der Schweizer Armee zusätzlich ein Löffel und eine Gabel, die für die Aufbewahrung zusammengesteckt werden können. Ergänzend werden Feldflasche und Becher abgegeben.
Das vergleichbare Kochgeschirr M1910 wurde in den deutschen Armeen eingeführt und seitdem nicht mehr verändert. In Deutschland wird im zivilen Bereich ein solches Essgeschirr auch als Henkelmann bezeichnet, in der Bundeswehr umgangssprachlich auch als „Pickpott“. Als Kocher dient seit dem Zweiten Weltkrieg in den deutschen Armeen ein Esbitkocher, in der Schweizer Armee ein Brennpaste-Kocher, üblicherweise der Notkocher 71. 
Die Gamelle wird nicht nur vom Militär in der Schweizer Armee, den deutschen Armeen der Kaiserzeit, Reichswehr und Wehrmacht sowie Bundeswehr und NVA, in Österreich, Italien, Ungarn, Polen und Rumänien benutzt, sondern auch beim Zivilschutz und bei den Pfadfindern.
Andere osteuropäische Staaten orientieren sich teilweise am russischen viereckigen Kochgeschirr, die US-Streitkräfte verwenden ein Messkit aus flachen, geteilten Alu-„Pfannen“.

## Etymologie
Das Wort Gamelle stammt aus dem Französischen (frz. gamelle). Voraus liegt lateinisch gamella, eine Nebenform von lat. camella „Schale“, „Eimer“. Dies ist eine Verkleinerungsform von lat. camera „Kammer“, das seinerseits aus dem Griechischen stammt (griech. kamára).

## Galerie

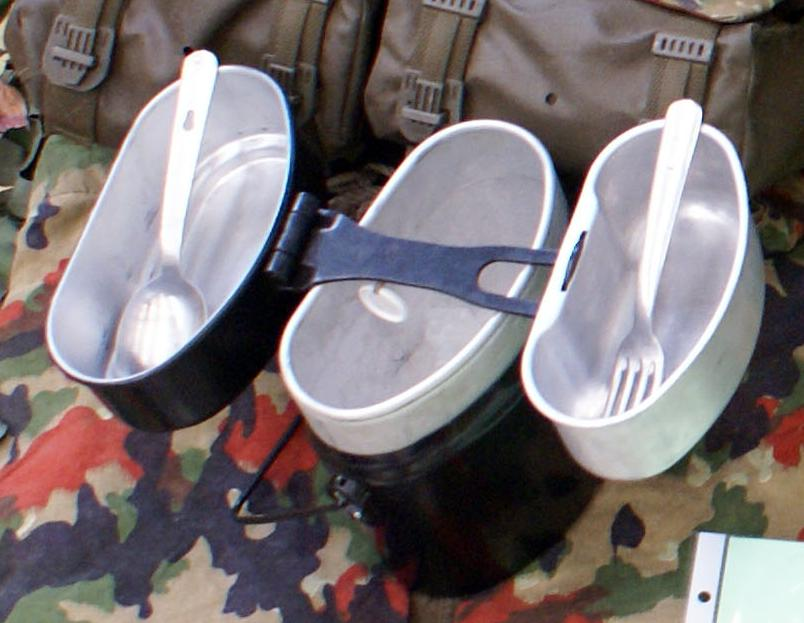
Schweizer Gamelle mit Besteck
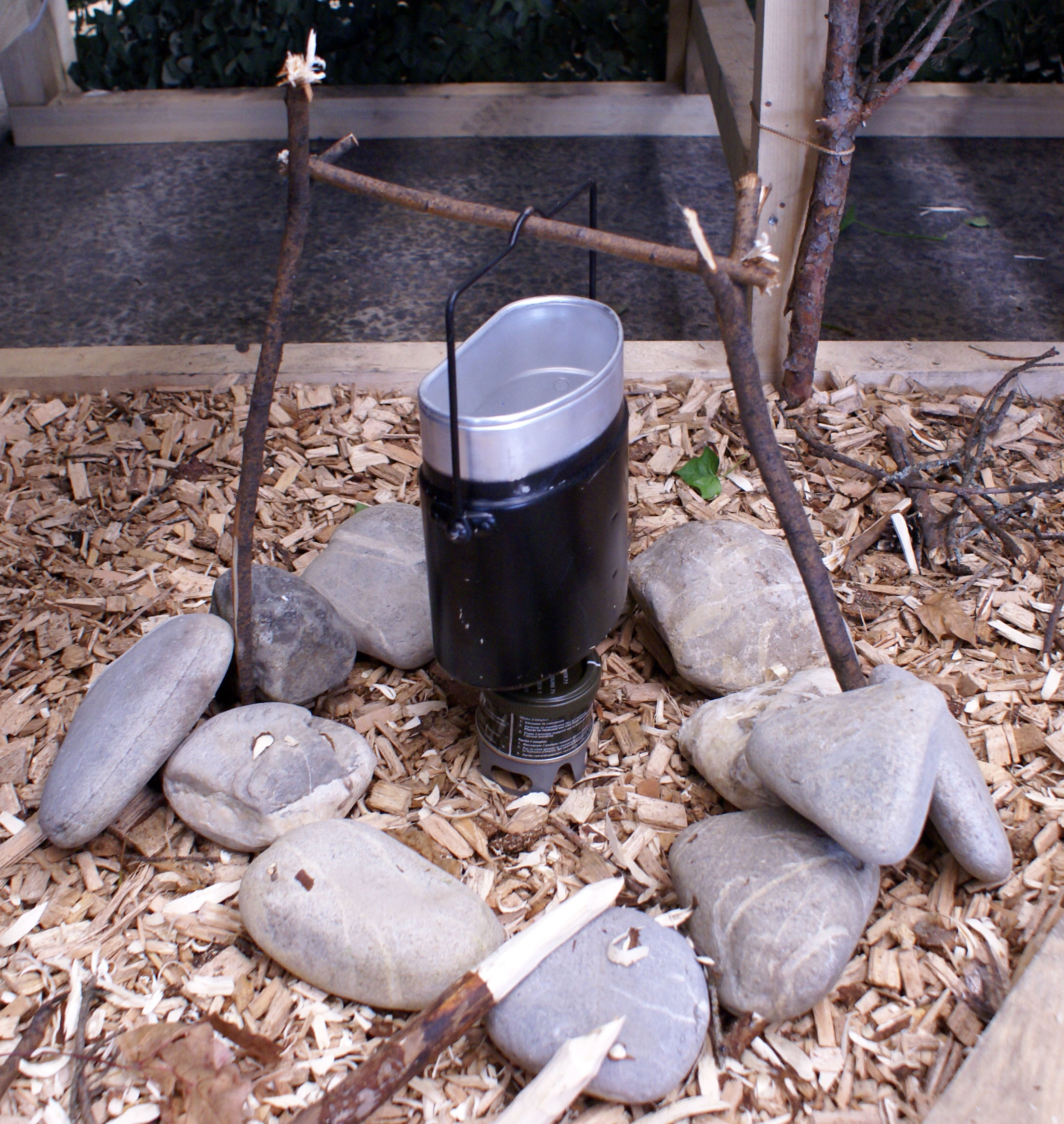
Gamelle mit Notkocher 71
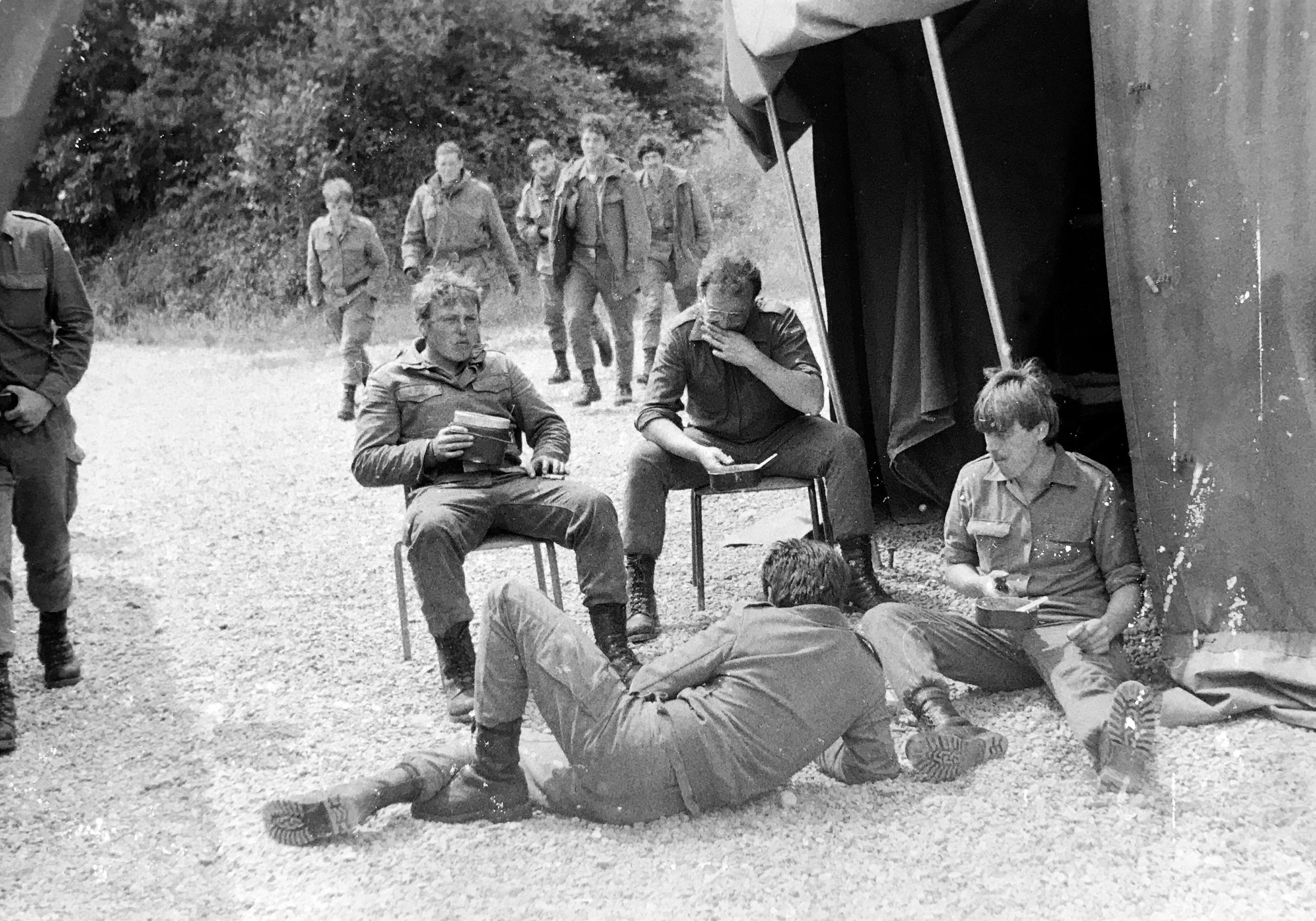
Soldaten der Bundeswehr beim Nahrungsverzehr mit „Gamellen“ (1983). Truppenintern wurde das Geschirr als „Chappie-Panzer“ (nach der Hundefuttermarke) bezeichnet.

## Einzelbelege
1. ↑  Siehe Galerie im Artikel – Veröffentlichung der Schweizerischen Eidgenossenschaft/Schweizer Armee (Hrsg.): Reglement 60.006 d – Kochrezepte
2. ↑  SWI swissinfo.ch – Die Gamelle hat ausgedient, abgerufen am 17. August 2020
3. ↑  Wiki. Bundesministerium der Verteidigung, abgerufen am 17. Dezember 2017: „Pickpott, der; Substantiv, Maskulinum; Abgeleitet von „picken“ = essen und „Pott“ = Topf. Also das Feld-Essgeschirr.“